# Rivalité entre l'Algérie et l'Égypte en football
Cet article présente les confrontations entre l'équipe d'Égypte de football et l'équipe d'Algérie de football.

## Les deux équipes en Coupe du Monde
L'Égypte est le premier pays africain et arabe à participer à une phase finale de coupe du monde en 1934, elle a aussi participé à l'édition 1990 et 2018.
L'Algérie quant à elle a participé à quatre reprises au plus grand rendez-vous de football du monde : 1982, 1986, 2010 et 2014.
| Phase finale | Pays hôte        | Algérie                                          | Algérie                | Égypte                                                       | Égypte                  |
| Phase finale | Pays hôte        | Qualification                                    | Classement             | Qualification                                                | Classement              |
| ------------ | ---------------- | ------------------------------------------------ | ---------------------- | ------------------------------------------------------------ | ----------------------- |
| 1934         | Royaume d'Italie | Pas de participation – pas d'équipe              | nq                     | Qualifiée contre la Palestine mandataire (score cumulé 11-2) | 1er tour – 8e de finale |
| 1982         | Espagne          | Qualifiée – Vainqueur du tableau 1               | 1er tour               | Non qualifiée – Demi-Finaliste du tableau 2                  | nq                      |
| 1986         | Mexique          | Qualifiée – Vainqueur du tableau 1               | 1er tour               | Non qualifiée – Demi-Finaliste du tableau 2                  | nq                      |
| 1990         | Italie           | Non qualifiée – Battu par l'Égypte au tour final | nq                     | Qualifiée – Bat l'Algérie au tour final                      | 1er tour                |
| 2010         | Afrique du Sud   | Qualifiée – Bat l'Égypte au tour final           | 1er tour               | Non qualifiée – Battu par l'Algérie au tour final            | nq                      |
| 2014         | Brésil           | Qualifiée – Vainqueur au tour final              | 2e tour – 8e de finale | Non qualifiée – Battu au tour final                          | nq                      |
| 2018         | Russie           | Non qualifiée – Battu au tour final              | nq                     | Qualifiée – Vainqueur au tour final                          | 1er tour                |

## Rivalité
La rivalité entre les deux footballs pourrait prendre racine dans la tournée de l'équipe du FLN algérien au Moyen-Orient en 1958. Par solidarité pour la cause algérienne, les pays du bloc de l'Est et les pays Arabes bravaient l'interdiction de la FIFA de jouer avec cette équipe clandestine. Cependant, les autorités égyptiennes soucieuses de ne pas froisser la FIFA dans un contexte délicat avec la création en 1957 de la Confédération Africaine de Football au Caire, refusent de jouer des matchs d'exhibition. La génération de l'équipe FLN reste marquée par cet épisode.
Après l'indépendance de l'Algérie, les deux pays ne se sont jamais affrontés en Coupe du monde. L'Algérie a participé aux éditions 1982, 1986 et 2010 et 2014 et l'Égypte aux éditions 1934, 1990 et 2018. Pour autant, les deux nations se rencontrent lors des phases qualificatives des Coupes du monde 1990, 2002 et 2010; les trois fois lors de matchs à enjeux avec la qualification pour le vainqueur.
Pour le "mondiale" Italien, l'Algérie termine première du groupe A en étant invaincue et l'Égypte termine première du groupe B. Un tour final est organisé entre les quatre vainqueurs de groupe afin de déterminer les deux nations participantes à la Coupe du monde. Le 8 octobre 1989, l'équipe égyptienne obtient le match nul 0-0 en Algérie lors du match aller puis elle gagne sur un score de 1-0 en Égypte le 17 novembre 1989. La nation se qualifie donc pour la compétition en compagnie du Cameroun, vainqueur de la Tunisie.
La qualification de l’Égypte a été entachée par des heurts qui ont commencé par une réception hostile lors de l'arrivée de la délégation algérienne au Caire et qui s'est poursuivit tout le long de son séjours jusqu'à son départ. Mais ce qui a fait la une des  événements, c'était l'accusation portée contre le meneur de jeu de l'équipe d'Algérie de l'époque, Lakhdar Belloumi accusé d'avoir blessé gravement à l’œil, un supporter égyptien présent à l'hôtel hébergeant l'équipe d'Algérie après le match, à la suite d'une bagarre entre la délégation algérienne et les supporters égyptiens venus à l'hôtel. Les autorités algériennes ont accusé alors, l’Égypte d'avoir fait un coup monté contre l'équipe d'Algérie et sa star Belloumi qui a été pris en bouc émissaire pour faire diversion contre les événements hostiles qu'à subit l'équipe d'Algérie lors de son séjour en Égypte. Belloumi sera condamné et poursuivi de longues années par la justice égyptienne, et poursuivi par Interpol jusqu'en 2009 où il a été blanchi de cette affaire car il était innocent.
En 2001, l'Algérie éliminée de la course pour le mondial asiatique, joue le dernier match des éliminatoires contre l’Égypte à Annaba. Au match aller les Égyptiens écrasent les Algériens 5-2 au Caire. Cette victoire historique met l’Égypte sur les bons rails. Elle est célébrée par les Égyptiens comme étant le plus grand succès contre les rivaux maghrébins qui perdent à ce moment toute chance de qualification. Le match retour s'annonce donc décisif pour les pharaons, en concurrence avec le Sénégal.  Les Algériens, équipe et supporteurs, montrent une détermination farouche à empêcher les pharaons de se qualifier. Le Score de 1-1 est celebré dans la liesse générale. Des incidents lors du match et après sont signalés. Des images du bus caillassés aussi sont montrés à la télévision égyptiennes. Dans l'autre match joué en simultané à Windhoek le Sénégal explose la Namibie par 5-0. Le Sénégal se qualifie.
Lors des éliminatoires de 2010, le sort est favorable au Fennecs lors d'une triple confrontation aboutissant à la qualification de l'Algérie.
Les nations s'affrontent également dans le cadre de la Coupe d'Afrique des nations de football. Deux phases qualificatives les mettent aux prises en 1970 et 1996. La phase finale de la coupe de 1970 les opposent dans un match aller-retour qui qualifie le vainqueur et l'Égypte gagne sur un score cumulé de 2-1. La phase finale de la coupe1996 les placent dans le groupe 4, une certaine "détente" caractérise les relations entre les deux football pendant les années 1990, les équipes terminent première et deuxième de la poule et se qualifient pour la compétition.
Les deux pays se jouent également à cinq reprises lors de la phase finale : en 1980, l'Algérie se qualifie pour la finale ; en 1984, l'Algérie gagne la petite finale et se classe 3e ; en 1990, à la suite des tensions suscitées par l’élimination de l'Algérie au mondial de 1990, l’Égypte refuse jusqu'au dernier moment d'envoyer une équipe, et envoie finalement son équipe B. En 2004, l'Algérie s'impose à la surprise générale et en jouant à 10 contre 11 à la suite de l'expulsion de Mamouni en phase de poule, grâce à un raid solitaire de 70 mètres signé Hocine Achiou. Puis en coupe d'Afrique de 2010, qui s'est déroulée en Angola, l'Égypte s'impose en demi-finale 4-0. Un match entaché par 3 expulsions de joueurs algériens sur fond d'arbitrage scandaleux et dans un climat très lourd faisant suites à la crise sportive entre l'Algérie et l'Égypte ayant suivi les qualifications au mondial de 2010.
Outre cette rivalité entre les deux équipes A, elle s'étend dans le football entre les équipes mineures. Citons les bagarres générales lors du dernier tour de qualification des J.O. de Los Angeles en 1984 au Caire, qui a vu la qualification de l'Égypte. Celle suivant la victoire de l'Algérie en finale de Coupe du monde Militaire en 2011 au Brésil. Par extension, les matchs entre les clubs des deux pays lors des joutes africaines et arabes sont très animés. Enfin dans d'autres sports populaires comme au Handball lors des Championnats d'Afrique.

## Matchs notables

### Éliminatoires de la Coupe du monde 1990
Considérée comme la première et grave crise entre les deux nations ayant débouché sur une crise diplomatique majeure; Les deux équipes se rencontrèrent lors du dernier tour des qualifications de la coupe du monde 1990. Il se déroule en deux manches: la première à Constantine en Algérie et le match retour au Caire. L'Algérie est sur la fin d'un cycle de joueur (Belloumi, Madjer) qualifiée deux fois de suite en coupe du monde. L’Égypte quant à elle reconduit une équipe déjà championne d'Afrique en lors de la CAN 1986 à domicile, renforcée par des jeunes prometteurs (les frères Hassan, Hany Ramzy, Ahmed El Kass). Le premier match se solde par un score vierge.
Au retour en Égypte, la réception était hostile lors de l'arrivée de la délégation algérienne au Caire et qui s'est poursuivit tous le long de son séjour jusqu'à son départ. au match chaque équipe doit marquer pour se qualifier. Les égyptiens devant un stade archi-comble, ouvre le score dans les premières minutes en jouant un jeu assez rude et violent et simulant. Les algériens contestent le but pour une charge sur le gardien, tente de revenir au score mais n'y parvienne pas.
Le match fini et au retour à l'hôtel de résidence de l'équipe d'Algérie, la délégation algérienne subit des hostilités par des fans égyptiens venus à l'hôtel pour provoquer la délégation. Des heurts et une bagarre éclatent entre ces derniers, un fan égyptien, médecin de profession, est alors blessé gravement, il perd son œil lors d'un jet de verre involontaire par le gardien algérien Kamel Kadri. Lakhdar Belloumi qui est la grande star et le meneur de jeu de l'équipe de l'époque est accusé d'avoir commis cet acte alors qu'il n'était pas présent dans les lieux car il se trouvait dans sa chambre au moment de l'incident. Les autorités algériennes ont accusé l’Égypte d'avoir fait un coup monté contre l'équipe d'Algérie et sa star Belloumi qui a été pris en bouc émissaire pour faire diversion contre les événements hostiles qu'à subit l'équipe d'Algérie lors de son séjours en Égypte, sachant Belloumi a toujours affirmé son innocence. Belloumi malgré cela sera condamné et poursuivi une vingtaine d'années par la justice égyptienne. Il fera aussi objet d'un mandat d'arrêt international par Interpol en 2006, ce qui pousse les autorités algériennes à agir par l'initiative du président algérien Abdelaziz Bouteflika en collaboration avec les autorités égyptiennes pour régler cette affaire. Le mandat sera finalement annulé en avril 2009 et Belloumi sera blanchi de toutes poursuites judiciaires.
On notera que l'incident du Caire de 1989 a failli compromettre la CAN 1990 qui était menacée par un boycott égyptien pour des raisons de sécurité, sachant que les deux équipes étaient dans le même groupe. Finalement une solution intermédiaire sera choisie, avec l'envoi d'une équipe B. L'Algérie sera finalement championne d'Afrique, clôturant ainsi une décennie faste du football algérien.

### Éliminatoires de la Coupe du monde 2010
Lors des éliminatoires de la Coupe du monde 2010, le bus de l'équipe algérienne est caillassé par des supporters égyptiens. La situation est tendue car il s'agit du dernier match des éliminatoires et que chacune des deux équipes a la possibilité de se qualifier. Après la victoire de l'Égypte deux buts à zéro, les deux équipes doivent jouer un match d'appui au Soudan, car une égalité parfaite est observée entre elles (Points, différence de buts, buts pour et buts contre). L'Algérie gagne avec un but à zéro et se qualifie pour la Coupe du monde 2010. Deux mois plus tard, les deux équipes se retrouvent en demi-finale de la Coupe d'Afrique des nations 2010 (CAN 2010).

### Détails des confrontations
La première rencontre a eu lieu en 1963 et s'acheva par un match nul. Les deux équipes se retrouvent la dernière fois en demi-finale de la CAN 2010.
| Entraîneur : |
| Kader Firoud |

| Entraîneur : |
| Foad Sidqui  |

| Entraîneur : |
| Kader Firoud |

| Entraîneur : |
| Foad Sidqui  |

| Entraîneur :   |
| Smaïl Khabatou |

| Entraîneur : |
| Foad Sidqui  |

| Entraîneur :   |
| Smaïl Khabatou |

| Entraîneur : |
| Foad Sidqui  |

| Entraîneur :  |
| Josef Vandler |

| Entraîneur :   |
| Smaïl Khabatou |

| Entraîneur :  |
| Josef Vandler |

| Entraîneur :   |
| Smaïl Khabatou |

| Entraîneur :  |
| Josef Vandler |

| Entraîneur :   |
| Smaïl Khabatou |

| Entraîneur :  |
| Josef Vandler |

| Entraîneur :   |
| Smaïl Khabatou |

| Entraîneur :                     |
| Saleh El Wahsh & Kamal El Sabagh |

| Entraîneur :                       |
| Hamid Zouba & Abdelaziz Ben Tifour |

| Entraîneur :                     |
| Saleh El Wahsh & Kamal El Sabagh |

| Entraîneur :                       |
| Hamid Zouba & Abdelaziz Ben Tifour |

| Entraîneur :                       |
| Hamid Zouba & Abdelaziz Ben Tifour |

| Entraîneur :                     |
| Saleh El Wahsh & Kamal El Sabagh |

| Entraîneur :                       |
| Hamid Zouba & Abdelaziz Ben Tifour |

| Entraîneur :                     |
| Saleh El Wahsh & Kamal El Sabagh |

| Entraîneur :    |
| Rachid Mekloufi |

| Entraîneur :  |
| Burkhard Pape |

| Entraîneur :    |
| Rachid Mekloufi |

| Entraîneur :  |
| Burkhard Pape |

| Entraîneur :  |
| Burkhard Pape |

| Entraîneur :    |
| Rachid Mekloufi |

| Entraîneur :  |
| Burkhard Pape |

| Entraîneur :    |
| Rachid Mekloufi |

| Entraîneur :    |
| Rachid Mekloufi |

| Entraîneur :   |
| Bundzsák Dezso |

| Entraîneur :    |
| Rachid Mekloufi |

| Entraîneur :   |
| Bundzsák Dezso |

| Entraîneur :                       |
| Zdravko Rajkov & Mahieddine Khalef |

| Entraîneur : |  |  |  |
|              |  |  |  |

| Entraîneur :                       |
| Zdravko Rajkov & Mahieddine Khalef |

| Entraîneur : |  |  |  |
|              |  |  |  |

| Entraîneur :                 |
| Hamid Zouba & Smaïl Khabatou |

| Entraîneur :          |
| Karl-Heinz Heddergott |

| Entraîneur :                 |
| Hamid Zouba & Smaïl Khabatou |

| Entraîneur :          |
| Karl-Heinz Heddergott |

| Entraîneur : |
| Abdou Salah  |

| Entraîneur :      |
| Mahieddine Khalef |

| Entraîneur : |
| Abdou Salah  |

| Entraîneur :      |
| Mahieddine Khalef |

| Entraîneur :      |
| Mahieddine Khalef |

| Entraîneur :   |
| Salah El Wahsh |

| Entraîneur :      |
| Mahieddine Khalef |

| Entraîneur :   |
| Salah El Wahsh |

| Entraîneur : |
| Kamel Lemoui |

| Entraîneur :      |
| Mahmoud El-Gohary |

| Entraîneur : |
| Kamel Lemoui |

| Entraîneur :      |
| Mahmoud El-Gohary |

| Entraîneur :      |
| Mahmoud El-Gohary |

| Entraîneur :    |
| Mohamed Kermali |

| Entraîneur :      |
| Mahmoud El-Gohary |

| Entraîneur :    |
| Mohamed Kermali |

| Entraîneur :    |
| Mohamed Kermali |

| Entraîneur :      |
| Mahmoud El-Gohary |

| Entraîneur :    |
| Mohamed Kermali |

| Entraîneur :      |
| Mahmoud El-Gohary |

| Entraîneur : |
| Rabah Madjer |

| Entraîneur :  |
| Nol de Ruiter |

| Entraîneur : |
| Rabah Madjer |

| Entraîneur :  |
| Nol de Ruiter |

| Entraîneur : |
| Mohsen Saleh |

| Entraîneur : |
| Ali Fergani  |

| Entraîneur : |
| Mohsen Saleh |

| Entraîneur : |
| Ali Fergani  |

| Entraîneur :      |
| Mahmoud El-Gohary |

| Entraîneur :          |
| Abderrahmane Mehdaoui |

| Entraîneur :      |
| Mahmoud El-Gohary |

| Entraîneur :          |
| Abderrahmane Mehdaoui |

| Entraîneur :      |
| Mahmoud El-Gohary |

| Entraîneur :          |
| Abderrahmane Mehdaoui |

| Entraîneur :      |
| Mahmoud El-Gohary |

| Entraîneur :          |
| Abderrahmane Mehdaoui |

| Entraîneur :      |
| Mahmoud Al-Gohary |

| Entraîneur :    |
| Abdel Djaadaoui |

| Entraîneur :      |
| Mahmoud Al-Gohary |

| Entraîneur :    |
| Abdel Djaadaoui |

| Entraîneur :       |
| Abdelhamid Kermali |

| Entraîneur :      |
| Mahmoud Al-Gohary |

| Entraîneur :       |
| Abdelhamid Kermali |

| Entraîneur :      |
| Mahmoud Al-Gohary |

| Entraîneur :  |
| Rabah Saadane |

| Entraîneur : |
| Mohsen Saleh |

| Entraîneur :  |
| Rabah Saadane |

| Entraîneur : |
| Mohsen Saleh |

| Titulaires : |  |
| |  |
| 1 • Lounes Gaouaoui · 2 • Madjid Bougherra · 3 • Nadir Belhadj · 4 • Antar Yahia · 5 • Rafik Halliche · 6 • Yazid Mansouri · 8 • Khaled Lemmouchia · 9 • Abdelkader Ghezzal 90e · 10 • Rafik Djebbour 83e · 13 • Karim Matmour 85e · 15 • Karim Ziani · |  |
| Remplaçants : |  |
| 7 • Yacine Bezzaz 83e · 11 • Slimane Raho · 12 • Hocine Achiou · 14 • Kamel Ghilas 90e · 16 • Faouzi Chaouchi · 17 • Samir Zaoui · 18 • Hameur Bouazza 85e \ ·                                                                                          |  |
| Entraîneur : |  |
| Rabah Saâdane |  |

| Titulaires : |  |
| |  |
| 1 • Essam al-Hadary · 3 • Sayed Moawad · 4 • Ahmed Said 66e · 6 • Mohamed Aboutreika 87e · 6 • Hani Said · 7 • Ahmed Fathi · 8 • Hosni Abd Rabo 81e · 9 • Mohamed Zidan · 11 • Mohamed Shawky 81e · 14 • Amr Zaki · 18 • Wael Gomaa · |  |
| Remplaçants : |  |
| 2 • Mahmoud Fathallah · 10 • Ahmed Eid 81e · 12 • Homos · 13 • Ahmed Raouf 81e · 15 • Abou Mosalem Farag · 16 • Wahid · 17 • Ahmed Hassan 66e \ ·                                                                                     |  |
| Entraîneur : |  |
| Hassan Shehata |  |

| Titulaires : |  |
| |  |
| 1 • Lounes Gaouaoui · 2 • Madjid Bougherra · 3 • Nadir Belhadj · 4 • Antar Yahia · 5 • Rafik Halliche · 6 • Yazid Mansouri · 8 • Khaled Lemmouchia · 9 • Abdelkader Ghezzal 90e · 10 • Rafik Djebbour 83e · 13 • Karim Matmour 85e · 15 • Karim Ziani · |  |
| Remplaçants : |  |
| 7 • Yacine Bezzaz 83e · 11 • Slimane Raho · 12 • Hocine Achiou · 14 • Kamel Ghilas 90e · 16 • Faouzi Chaouchi · 17 • Samir Zaoui · 18 • Hameur Bouazza 85e \ ·                                                                                          |  |
| Entraîneur : |  |
| Rabah Saâdane |  |

| Titulaires : |  |
| |  |
| 1 • Essam al-Hadary · 3 • Sayed Moawad · 4 • Ahmed Said 66e · 6 • Mohamed Aboutreika 87e · 6 • Hani Said · 7 • Ahmed Fathi · 8 • Hosni Abd Rabo 81e · 9 • Mohamed Zidan · 11 • Mohamed Shawky 81e · 14 • Amr Zaki · 18 • Wael Gomaa · |  |
| Remplaçants : |  |
| 2 • Mahmoud Fathallah · 10 • Ahmed Eid 81e · 12 • Homos · 13 • Ahmed Raouf 81e · 15 • Abou Mosalem Farag · 16 • Wahid · 17 • Ahmed Hassan 66e \ ·                                                                                     |  |
| Entraîneur : |  |
| Hassan Shehata |  |

| Entraîneur :   |
| Hassan Shehata |

| Entraîneur :  |
| Rabah Saâdane |

| Entraîneur :   |
| Hassan Shehata |

| Entraîneur :  |
| Rabah Saâdane |

| Entraîneur :   |
| Hassan Shehata |

| Entraîneur :  |
| Rabah Saâdane |

| Entraîneur :   |
| Hassan Shehata |

| Entraîneur :  |
| Rabah Saâdane |

| Entraîneur :  |
| Rabah Saâdane |

| Entraîneur :   |
| Hassan Shehata |

| Entraîneur :  |
| Rabah Saâdane |

| Entraîneur :   |
| Hassan Shehata |

| Coupe arabe de la FIFA 2021   | Algérie                                                                | 1 – 1   | Égypte                                           |                                                                                                   |                                                                                                   |
| 7 décembre 2021 22 h 00 UTC+3 | Tougai 20e                                                             | (1 – 0) | 60e (pen.) El Sulaya                             | Stade d'Al-Janoub, Al Wakrah Arbitrage : Facundo Tello Arbitre vidéo : Guillermo Cuadra Fernández | Stade d'Al-Janoub, Al Wakrah Arbitrage : Facundo Tello Arbitre vidéo : Guillermo Cuadra Fernández |
| 7 décembre 2021 22 h 00 UTC+3 | Belaïli 40e · Tougai 60e · Draoui 71e · Soudani 90+2e · Titraoui 90+6e | Rapport | 18e Tawfik (en) · 39e Fathy (en) · 80e El Sulaya | Stade d'Al-Janoub, Al Wakrah Arbitrage : Facundo Tello Arbitre vidéo : Guillermo Cuadra Fernández | Stade d'Al-Janoub, Al Wakrah Arbitrage : Facundo Tello Arbitre vidéo : Guillermo Cuadra Fernández |

| Match amical    | Égypte | 1 – 1   | Algérie |  |  |
| 16 octobre 2023 |        | (0 – 0) |         |  |  |

## Bilan
| Type                          | Rencontres | Victoires Algérie | Nuls | Victoires Égypte | Buts Algérie | Buts Égypte | Différence |
| ----------------------------- | ---------- | ----------------- | ---- | ---------------- | ------------ | ----------- | ---------- |
| Coupe d'Afrique des nations   | 5          | 3                 | 1    | 1                | 9            | 8           | 1          |
| Éliminatoires coupe du monde  | 7          | 2                 | 2    | 3                | 7            | 10          | -3         |
| Éliminatoires coupe d'Afrique | 4          | 1                 | 2    | 1                | 3            | 3           | 0          |
| Qualifications JO             | 1          | 0                 | 1    | 1                | 1            | 2           | -1         |
| Jeux méditerranéens           | 1          | 1                 | 0    | 0                | 1            | 0           | 1          |
| Qualifications JA             | 1          | 0                 | 1    | 0                | 1            | 1           | 0          |
| ِ Coupe arabe                  | 1          | 0                 | 1    | 0                | 1            | 1           | 0          |
| Matchs amicaux                | 7          | 3                 | 4    | 1                | 11           | 9           | 2          |
| Total                         | 28         | 10                | 12   | 7                | 35           | 34          | 1          |

## Spectateurs
Moyenne spectateurs 58,930.